# متال گیر آنلاین
متال گیر آنلاین (به انگلیسی: Metal Gear Online) به صورت مختصر ام‌جی‌او، یک بازی ویدئویی چندنفره آنلاین به سبک مخفی‌کاری و تیراندازی سوم شخص از مجموعه بازی‌های متال گیر بود که توسط کونامی در ژوئیه ۲۰۰۸ به‌طور انحصاری برای کنسول پلی‌استیشن ۳ عرضه شده‌بود. متال گیر آنلاین در ابتدا به عنوان بخشی از متال گیر آنلاین استارتر پک در غالب متال گیر سالید ۴: سلاح‌های میهن‌پرستان به‌شمار می‌رفت. دسترسی از طریق شبکه پلی‌استیشن نیز برای کسانی که MGS4 را نداشتند، اما تمایل به تجربهٔ این بازی به صورت آنلاین را داشتند، امکان پذیر بود. در متال گیر آنلاین، اجازه بازی به ۱۶ بازیکن همزمان داده می‌شد، تا به صورت مخفی‌کاری به نبرد با یکدیگر بپردازند. این بازی از سیستم جدیدی به نام سوکو استفاده می‌نمود که به بازیکنان این قابلیت را می‌داد تا سریعاً و به راحتی به اطلاعات همرزمان خود دسترسی داشته باشند.
در ۱۲ ژوئن ۲۰۱۲، سرورهای مربوط به متال گیر آنلاین برای همیشه خاموش شدند.